# Stadion Miejski w Sandanskim
Stadion Miejski – wielofunkcyjny stadion w Sandanskim, w Bułgarii. Obiekt może pomieścić 10 000 widzów. Swoje spotkania na stadionie rozgrywają piłkarze klubu Wichren Sandanski.